# Maria Teresa Carolina de Borbó i de Borbó
Maria Teresa Carolina de Borbó i de Borbó   (Madrid, 16 de novembre de 1828 - Madrid, 3 de novembre de 1829) va ser una infanta d'Espanya morta en la infància.
Va néixer a Madrid el 16 de novembre de 1828. Va ser la quarta filla, la vuitena del total de fills, dels infants Francesc de Paula de Borbó i Lluïsa Carlota de Borbó. Va rebre el títol d'infanta mercès del decret de Ferran VII, promulgat amb anterioritat al seu naixement, el 28 de novembre de 1823. El mateix dia del naixement també fou condecorada com a dama del Reial Orde de les Dames Nobles de la Reina Maria Lluïsa. En commemoració, el seu oncle, el rei Ferran VII, va ordenar cantar-se un tedèum a la capella del Palau Reial, i que durant els dies 17, 18 i 19 es fessin salves d'artilleria, repics de campanes i lluminàries.
Va morir a Madrid el 3 de novembre de 1829. L'endemà el cos va ser exposat a una de les sales de la seva habitació i es feren les cerimònies de rigor, i el dia 5 al matí les seves restes van ser traslladades al monestir de San Lorenzo de El Escorial, on va ser enterrada. El funeral fou oficiat per Manuel Isidoro Pérez Sánchez, bisbe de Oaxaca, i hi van assistir diverses autoritats i càrrecs de l'administració. Fou sebollida a la sisena cambra sepulcral Panteó dels Infants, dedicada a mausoleu de pàrvuls, concretament al vintè nínxol del cos superior, amb l'epitafi «Maria, Caroli IV nepos» (en català: Maria, neta de Carles IV).